# Ann Hui
Ann Hui On-wah BBS MBE (chinês tradicional: 許鞍華; chinês simplificado: 许鞍华; pinyin: Xǔ Ānhuá; Hepburn: Kyo Anka; nascida em 23 de maio de 1947) é uma diretora, produtora, roteirista e atriz de Hong Kong. Ela é uma das cineastas da New Wave de Hong Kong mais aclamadas pela crítica. Ela é conhecida por seus filmes sobre questões sociais em Hong Kong. Seus trabalhos cinematográficos abrangem diferentes categorias, incluindo: adaptação literária, obras-primas das artes marciais, obras semi-autobiográficas, questões femininas, fenômenos sociais, mudanças políticas e também thrillers. Ela serviu como presidente do Hong Kong Film Director's Guild de 2004 a 2006.
Hui ganhou vários prêmios por seus filmes. Ela ganhou o Golden Horse Awards (GHA) de Melhor Diretor três vezes (1999, 2011, 2014); Melhor Filme no Asia Pacific Film Festival; Hong Kong Film Award para Melhor Diretor seis vezes (1983, 1996, 2009, 2012, 2015, 2018). Existem apenas dois filmes vencedores do Grand Slam para o Hong Kong Film Awards (significa que um filme ganhou melhor filme, melhor diretor, melhor roteiro e melhor ator e atriz ao mesmo tempo), eles são Summer Snow e A Simple Life, ambos dirigidos por Ann Hui. Ela foi homenageada por suas realizações de vida no 2012 Asian Film Awards. Em 2017, a Academia de Artes e Ciências Cinematográficas (AMPAS) convidou Hui a se tornar um membro.

## Biografia
Hui nasceu em 23 de maio de 1947, em Anshan, província de Liaoning, Manchúria. O pai de Hui era chinês e sua mãe japonesa. Em 1952, Hui mudou-se para Macau e depois para Hong Kong aos cinco anos. Hui frequentou a Escola do Convento de São Paulo.]

## Carreira
Quando Hui voltou a Hong Kong após sua estada em Londres, ela se tornou a assistente do proeminente diretor de cinema chinês, King Hu. Seu trabalho de direção inovador começou com várias séries dramáticas e documentários curtos em 16 mm para a estação de televisão Television Broadcasts Limited (TVB). Durante 1977, Hui produziu e dirigiu meia dúzia de filmes para a Comissão Independente Contra a Corrupção (ICAC), uma organização de Hong Kong criada para limpar a má conduta do governo. Dois desses filmes foram tão polêmicos que tiveram que ser proibidos de ir ao ar. Um ano depois, Hui dirigiu três episódios de Below the Lion Rock, uma série de documentários que retrata a vida de pessoas de Hong Kong, sob a emissora pública Radio Television Hong Kong (RTHK). O episódio mais conhecido de Hui é Boy from Vietnam (1978), que é o início de sua "trilogia do Vietnã".
Em 1979, Hui finalmente dirigiu seu primeiro longa-metragem, The Secret, que ganhou o prêmio Golden Horse de Melhor Longa-Metragem.